# ラブシック (漫画)
『ラブシック』は、モリエサトシによる日本の漫画作品。『花とゆめ』（白泉社）にて短期連載（2008年20号から22号、2009年2号から4号）を経た後、同誌にて2009年8号から同年22号まで連載された。

## あらすじ
復讐の為、亡き父を陥れた理事長が運営する学園に男として転入した吉岡色。彼女は、医師だった父の元患者であり、トップクラスの家柄と完璧な容姿から学園の人気を四分する王司弥春、森宮奈都、京本秋治、京本冬治を頼るが、彼らはそれぞれ秘密の奇病に罹患していた。

## 登場人物
吉岡 色（よしおか しき）
主人公。汚名を着せられ失意の内に死んだ父の復讐を果たすべく、怨敵である理事長が運営する学園に転入した。その際に性別および経歴を偽っており、男装時は八敷光伸（やしきみつのぶ）を名乗る。目的達成の為、王司弥春、森宮奈都、京本秋治、京本冬治（いずれも後述）の助力を仰ぐ。
王司 弥春（たかつかさ みはる）
通称ハル。王司グループの御曹司。もの静かで優しい寡黙な青年。全てにおいて完璧で、特に武術に長けている。6年前に色と会っており、当時の彼女の純粋さと優しさに救われて以来恋い慕っている。
母親につけられた胸の傷だけが治癒しない奇病に罹患している。
森宮 奈都（もりみや なつ）
通称ナツ。かつては実家の企業広告にモデルとして出演していた美少年だが、無邪気を装って他人を攻撃することを好む。
体温が上がると体に異様な模様が浮き出る奇病に罹患している。模様自体に害はないが接触感染する。
京本 秋治（きょうもと しゅうじ）
通称アキ。他人に愛されることでしか、自分の存在価値を確かめることが出来ない性質で、ひどく女癖が悪い。
一つの身体に秋治と京本冬治（後述）の人格が共存するという二重人格。そのため周囲からは、「冬治とは双子だが仲が悪く、常に別行動を取っている」と思われている。
京本 冬治（きょうもと とうじ）
通称フユ。知的だが意地が悪く、冷酷な性格。自身と双子である京本秋治の、軽薄で他人に依存する性格を嫌っている。
秋治と冬治は二重人格で、二つの人格を統合する治療を受けていた。
色の父のことを、自分たちをはっきり別の人間と認識した人物として記憶している。
吉岡 正（よしおか　ただし）
色の実父で吉岡医院の医院長。理事長に陥れられ、汚名を着せられたまま、失意のうちにこの世を去る。幼い色に人体の急所を教え込んだ。
金郷財閥会長の次男だが、実家とはソリが合わず婿養子となった。
理事長（りじちょう）
色の父を陥れた張本人。金郷財閥創業者一族の分家筋の人間で、本家を乗っ取ろうと画策する。
仙獄 麗子（せんごく れいこ）
学園の女教師で理事長のスパイ。色達を陥れようとした。

## 書誌情報
- モリエサトシ 『ラブシック』 白泉社 〈花とゆめコミックス〉 全3巻

1. 2009年4月17日発売、ISBN 978-4-592-18043-2
2. 2009年9月18日発売、ISBN 978-4-592-18732-5
3. 2010年2月19日発売、ISBN 978-4-592-18733-2